# Amomyrtella
Amomyrtella,  biljni rod iz porodice mirtovki (Myrtaceae) smješten u tribus Myrteae. Priznate su dvije vrste, obje iz Južne Amerike

## Vrste
1. Amomyrtella guilii (Speg.) Kausel
2. Amomyrtella irregularis (McVaugh) Landrum & Morocho

|  | Zajednički poslužitelj ima još gradiva o temi Amomyrtella |
|  | Wikivrste imaju podatke o taksonu Amomyrtella             |